# Michel Beaudouin-Lafon
Pour les articles homonymes, voir Beaudouin et Lafon.
Michel Beaudouin-Lafon, né le 20 juillet 1961 à Caudéran (France), est un chercheur en informatique français dans le domaine de l'interaction homme-machine.

## Biographie
Michel Beaudouin-Lafon est docteur en informatique de l'université Paris-Sud 11 (1985) où il est actuellement professeur depuis 1992 (dans l'équipe de recherche In Situ ). De 2002 à 2009, il a été directeur du LRI (Laboratoire de recherche en informatique, aujourd'hui Laboratoire interdisciplinaire des sciences du numérique). En 2010-2011, il est en année sabbatique à l'université Stanford, au sein du HCI Group. Il est également nommé membre senior de l'Institut universitaire de France pour la période 2011-2016.
Ses travaux de recherche portent sur les aspects fondamentaux de l'interaction homme-machine, l'ingénierie des systèmes interactifs, le travail collaboratif assisté par ordinateur et plus généralement les nouvelles techniques d'interaction.
Michel Beaudouin-Lafon est l'un des fondateurs de l'Association francophone pour l'interaction homme-machine (AFIHM ; équivalent français de l'ACM SIGCHI), dont il fut le premier président. Il intervient régulièrement dans les plus grandes conférences internationales du domaine (CHI, UIST et ECSCW), et fait aussi partie de leurs comités de programme (président ou membre). De 2002 à 2008, il a été member-at-large de l’ACM Council et membre de l’ACM Publications Board[réf. souhaitée].
En 2006, Michel Beaudouin-Lafon a été élu à la ACM SIGCHI Academy, du fait de ses nombreuses contributions et de son implication dans le domaine.